# Iglesia de Belén (Cuzco)
La iglesia de Belén es una iglesia católica levantada en la ciudad del Cusco, Perú. Está ubicada en la Plazoleta Belén en el distrito de Santiago pero forma parte de la zona monumental del Cusco declarada como tal desde 1972. Asimismo, desde 1983 forma parte del casco histórico de la ciudad del Cusco, forma parte de la zona central declarada por la UNESCO como Patrimonio Cultural de la Humanidad.

## Historia
El 28 de abrtil de 1559, el corregidor Juan Polo de Ondegardo, cumpliendo lo ordenado por el virrey Andrés Hurtado de Mendoza, fundó la parroquia de indios "Los Reyes" en el barrio de Cayocachi ubicado al oeste de la ciudad. En 1559 dicha parroquia recibió la imagen de la Virgen de Belén lo que motivó el cambio de nombre. Según la pintura de la Virgen de Belén que se encuentra en la Catedral del Cuzco, se señala que dos pescadores en El Callao vieron una caja que flotaba sobre las olas en cuyo interior estaba la imagen en bulto de la Virgen María con un texto que decía 

Imagen de Nuestra Señora de Belén, para la ciudad del Cuzco

Las autoridades enviaron la imagen al Cusco y las autoridades eclesiásticas de la ciudad decidieron en suertes que la iglesia que recibiría la imagen sería la parroquia de Los Reyes.
El terremoto de 1650 ocasionó gran deterioro en la iglesia. Recién con la llegada del obispo Manuel de Mollinedo y Angulo se impulsó la reconstrucción del templo con la ayuda del párroco Martín de Irure. Covarrubias Pozo señala que la reconstrucción del templo se hizo sobre el plano preparado por Juan Tomás Tuyro Túpac para la Iglesia de San Pedro quien actuó como arquitecto principal. La obra estuvo caso terminada en 1696 pero, conforme se puede apreciar en una inscripción en una ventana, la torre y el altar estuvieron totalmente concluidos en 1715. 
En 1913, la iglesia administraba un orfanato. En 1929 se alojó una prisión de mujeres. El terremoto de 1950 ocasionó el derrumbe de una de sus torres. La Comisión de Reconstrucción del Cusco encargó la reconstrucción al arquitecto cusqueño Oscar Ladrón de Guevara Avilés.